# Carex wenshanensis
Carex wenshanensis är en halvgräsart som beskrevs av Lun Kai Dai. Carex wenshanensis ingår i släktet starrar, och familjen halvgräs. Inga underarter finns listade i Catalogue of Life.